# Almanach Sejneński
Almanach Sejneński – seria wydawnicza Ośrodka „Pogranicze”. Publikacja poświęcona sprawom wielokulturowej przeszłości Sejn. W skład redakcji Rocznika wchodzą historycy, działacze społeczni, literaci ze strony zarówno polskiej, jak i litewskiej. Pierwszy numer, który ukazał się w czwartym kwartale 2003 roku, poświęcony jest między innymi postaci Biskupa Antanasa Baranauskasa (Antoniego Baranowskiego), co łączy się z 100. rocznicą śmierci poety, drugi poświęcony jest między innymi Arvo Partowi, któremu Pogranicze przyznało tytuł „Człowieka Pogranicza”, trzeci natomiast między innymi Czesławowi Miłoszowi. Kolegium Redakcyjne odbywa spotkania robocze kilka razy w roku.